# Вімійський меморіал
Вімійський меморіал (фр. Mémorial de Vimy) споруджений в пам'ять про канадських солдат, загиблих у Франції під час Першої світової війни. 
Найбільший канадський пам'ятник жертвам Першої світової війни перебуває в основному на території Живанші-ан-Гоель і частково в сусідніх комунах Невіль-Сен-Вааст і Вімі, на вершині висоти 145. Він нагадує про роль канадців у цій війни і має вигляд кам'яних фігур, що символізують цінності, які вони відстоювали та втрати, яких вони зазнали. Цей витвір мистецтва встановлювався від 1925 до 1936 рр. на місці битви при Вімі за проектом канадських митців.
Два пілони, що представляють Канаду та Францію, на 40 метрів підносяться над основою пам'ятника. Беручи до уваги висоту місцевості, найвище розташована фігура — алегорія світу — знаходиться на висоті 110 метрів над рівнем полів Лансу. Стоячи перед пам'ятником, можна бачити статую жінки, покритої вуаллю і зверненою на схід — до зорі нового дня. Вона уособлює Канаду, молоду націю, що оплакує своїх синів, полеглих у бою. Гребінь Вімі в даний час засаджений лісом, кожне дерево в якому було посаджене канадцями і символізує жертву солдат. Пам'ятник збудований з дуже рідкісного білого брачського каменю, який був обраний Волтером Олвардом і єдиний відомий кар'єр якого розташований на острові Брач у Хорватії. Розпад федеративної югославської держави в 1990 дозволив знову відкрити цей кар'єр і в 2007 відреставрувати пам'ятник. Цим каменем і облицьована бетонна конструкція.
Гучна канадська перемога в битві при Вімі — знакова подія для канадського народу. Майданчик для заснування меморіалу і сотня гектарів навколо неї були передані Францією Канаді в 1922 році на знак вдячності за жертви, принесені більш ніж 66 000 канадців в ході Першої світової війни, і особливо за перемогу, здобуту канадськими військами при завоюванні кряжу Вімі в квітні 1917 року. Пам'ятник знаходиться під опікою канадського міністерства у справах ветеранів. Вімійський меморіал нещодавно був відремонтований. Його друге відкриття королевою Єлизаветою II відбулося 7 квітня 2007 року, за 2 дні до 90-ї річниці цієї битви.
Належить до одного з двох меморіалів, визнаних національним історичним місцем Канади у Франції (1996).
У 2002 році Королівський канадський монетний двір випустив 5-центову срібну монету на відзначення 85-ї річниці битви. Спорудження Вімійського меморіалу стало темою роману The Stone Carvers (2001), канадської письменниці Джейн Уркварт.

## Цікаві факти
За кількасот метрів від канадського меморіалу знаходиться стела, споруджена в пам'ять про загиблих військових Марокканської дивізії, яка першою зайняла гребінь у травні 1915 року, проте була змушена відступити через відсутність підкріплення.